# لاري هايبارد
لاري هايبارد هو سياسي أمريكي، ولد في 1945 في تورونتو في الولايات المتحدة. نشط حزبياً في الحزب الجمهوري. وقد انتخب عضو مجلس نواب كنساس ‏.